# Deltarune
Deltarune is een episodisch computerrollenspel ontwikkeld door Toby Fox. Het spel dient als een opvolger van Undertale. Het eerste deel werd uitgebracht in 2018 en het tweede deel in 2021, allebei als freeware. Het derde en vierde deel kwamen samen tegelijktijdig uit in 2025 als een betalende versie. Toekomstige delen zullen met een gratis update uitgebracht worden voor de betalende versie.

## Gameplay
Het spel heeft een gelijkaardig vechtsysteem als die van Undertale; de speler moet de bullet hell aanvallen van de tegenstander ontwijken en kiezen tussen de tegenstander sparen of aanvallen. In tegenstelling tot undertale maakt Deltarune gebruik van een party-systeem en de keuze tussen vijanden geweldloos of gewelddadige verslaan zal geen impact hebben op hoe het spel zou eindigen, maar zorgt wel voor kleine veranderingen. Vanaf het tweede deel gaan tegenstanders die de speler heeft gespaart wonen in Castle Town waar de speler in interactie kan gaan met de verschillende monsters en de optie krijgt om minigames te spelen.

## Verhaal
Het verhaal van Deltarune bestaat uit meerdere delen, waarvan er vier zijn uitgebracht en waarvan er nog drie gepland staan voor een latere uitgave. Hoewel het spel personages en elementen uit Undertale bevat, speelt het zich af in een andere setting; het wordt officieel een "parallel verhaal" genoemd.
Kris en diens klasgenoot Susie ontdekken een vreemde wereld in de voorraadkast van hun school. Daar ontmoetten ze de "dark" prince Ralsei. Hij vertelt hen over een voorspelling waarin staat dat de drie helden voorbestemd zijn om de Duistere Fonteinen (Dark Fountains) te sluiten die vorm geven aan de Dark Worlds. De drie personages; Kris, Susie en Ralsei (die samen ook de party van de speler vormen) sluiten doorheen het verhaal de fonteinen die de Dark Worlds creëren. De antagonists van het verhaal is een mysterieus personage met de naam Roaring Knight die de zogenaamde Duistere Fonteinen maakt.

## Ontwikkeling
Deltarune is gemaakt met de engine GameMaker Studio 2. Het spel introduceert een vechtsysteem dat vergelijkbaar is met die van Final Fantasy, in tegendeel tot het vechtsysteem van Undertale dat overeenkomsten heeft met de Mother-serie. In tegenstelling tot Undertale heeft Fox gezegd dat Deltarune maar één einde zal hebben.
Fox is de hoofdcomponist van de soundtrack. Hoewel een deel volledig nieuw is, zijn er ook motieven uit de Undertale-soundtrack in verwerkt.
Temmie Chang, die ook Fox hielp met tekeningen voor Undertale, is voornamelijk verantwoordelijk voor artwork en ontwerpen van Deltarune. Ze hielp bij het ontwerpen van personages, sprites en animaties.

## Ontvangst
| Recensiescore       | Recensiescore |
| Recensieverzamelaar | Score         |
| ------------------- | ------------- |
| Metacritic          | 86            |
| Publicist           | Score         |
| GamesRadar+         | 4.5/5         |
| IGN                 | 9/10          |
| Nintendo Life       | 8.5/10        |

De betalende versie van het spel heeft een score van 86 op de aggregatiesite Metacritic. IGN gaf het spel een 9 op 10, GamesRadar+ een 4,5 op 5 en Nintendo Life een 8,5 op 10.